# Albí (bisbe d'Usès)
Albí (llatí: Albinus) fou un bisbe gal·loromà, sisè bisbe d'Usès, vers l'any 581.
Fou prefecte de Marsella del 573 al 575. El 581 Albí va succeir com a bisbe d'Usès a sant Ferriol, per influència de Dinami, rector de Provença (575-587), sense la intervenció del rei Khildebert II. Va exercir durant tres mesos i van morir quan ja es pensava a desposseir-lo. Va ocupar el seu lloc Joví d'Usès.